# Bilobata
Bilobata is een geslacht van vlinders van de familie tastermotten (Gelechiidae).

## Soorten
- B. argosticha (Janse, 1954)
- B. subsecivella (Zeller, 1852)
- B. torninotella (Janse, 1954)